# Springfieldská spojka
Springfieldská spojka (v anglickém originále The Springfield Connection) je 23. díl 6. řady (celkem 126.) amerického animovaného seriálu Simpsonovi. Scénář napsal Jonathan Collier a díl režíroval Mark Kirkland. V USA měl premiéru dne 7. května 1995 na stanici Fox Broadcasting Company a v Česku byl poprvé vysílán 1. dubna 1997 na stanici ČT1.

## Děj
Cestou domů z vystoupení orchestru procházejí Homer a Marge zapadlou částí města. Haďák Homera zláká k nečestné karetní hře a obere ho o 20 dolarů. Když Marge podvod odhalí, Haďák uteče. Marge ho pronásleduje a omráčí ho víkem od popelnice, což jí dodá pocit radosti. Protože jí každodenní rutina připadá nudná a fádní, vstoupí do služeb springfieldské policie. 
Zpočátku si Marge práci policistky užívá, ale brzy ji odradí lenost jejích kolegů a bezuzdné porušování zákonů ze strany springfieldských občanů, včetně Homera, který nelegálně parkuje přes tři místa pro invalidy. Marge se ho pokusí pokutovat a pak ho zatkne, když jí sebere policejní čepici a vysmívá se jí. 
Po propuštění z vězení Homer pořádá nelegální hru pokeru a narazí na Hermana, který v garáži Simpsonových provozuje padělání džínů. Marge přijede a zatkne Hermana a jeho nohsledy, když se chystají Homera napadnout. Zatímco Marge poutá jeho nohsledy, Herman vezme Homera jako rukojmí a uteče do Bartova domku na stromě. Herman se pokusí utéct pomocí falešných džínů jako lana, ale když se roztrhnou, spadne na zem. Marge věděla, že Hermanův pokus o útěk je odsouzen k záhubě kvůli nekvalitnímu šití džínů, které zná z let, kdy kupovala džíny pro svého manžela a děti. 
Poté, co Wiggum a ostatní policisté zabaví padělané džíny pro svou osobní potřebu, šéf oznámí Marge, že Hermana nemohou zadržet, protože důkazy záhadně zmizely. Marge je naštvaná na korupci u policie a podá výpověď.

## Produkce
Díl napsal Jonathan Collier a režíroval jej Mark Kirkland. Podle Colliera byla inspirací pro tuto epizodu manželka bývalého výkonného producenta Simpsonových Mikea Reisse. Ta se v jednu chvíli vážně rozhodla, že se chce stát policistkou, ale nestalo se tak. Vtip, kdy se policisté dlouze smějí Marge, vymyslel David Mirkin a obsahuje „šílený zvrat“ na konci, kdy Wiggum říká: „Vítejte na palubě.“. Mirkinovi se vtip tak líbil, že ho na konci epizody ještě jednou zopakoval. Marge používá loutku policejního psa McGriffa, která říká: „Pomozte mi pokousat zločin.“. Loutka je poctou McGruffovi, policejnímu psovi – producenti chtěli použít skutečného McGruffa, ale nemohli získat povolení k použití této postavy. Nápad s padělanými džínami vznikl proto, že v té době došlo k explozi na trhu s džínami a David Mirkin si myslel, že je správné to satirizovat.
Když korejští animátoři animovali pasáž s Marge v kurzu zacházení se zbraněmi, nevěděli, jak správně animovat „náboj vycházející z pistole“, protože zbraně byly v Koreji nelegální. Museli se poradit s americkými animátory, kteří jim poradili, aby se podívali na filmy, aby uměli správně animovat zbraně. V původní návrhu policejní uniformy měla Marge vlasy vztyčené (jak to obvykle bývá) s kloboukem na hlavě. Režisér Mark Kirkland zjistil, že je to pro inscenování ve scénách nepohodlné, a tak návrh upravili tak, aby měla vlasy stažené dolů. David Mirkin později uvedl, že kdyby byl návrh použit, požádal by o jeho změnu, protože se snažili Marge zobrazit jako seriózní policistku.

## Kulturní odkazy
Název dílu i Hermanovy nelegální aktivity odkazují na film Francouzská spojka z roku 1971. Gaučový gag, který je parodií na pasáž s hlavněmi pistolí ve filmech o Jamesi Bondovi, vykazuje podobnost s částí s hlavněmi pistolí samotného Seana Conneryho. Několik odkazů je na policejní drama z 80. let Hill Street Blues: scéna porady na policejní stanici je podobná a hudba v pozadí a závěrečné titulky jsou parodií na znělku tohoto seriálu. Marge se objevuje v epizodě COPS a pes McGriff je odkazem na kriminálního psa McGriffa, postavu americké policie pro styk s veřejností. V pasážích Margina výcviku se navíc objevují pocty filmům Policejní akademie (1984) a Nebezpečná rychlost (1994). Marginy potíže při zdolávání zdi na překážkové dráze policejní akademie odkazují na film Důstojník a gentleman, kde měla podobné problémy osamělá kadetka. The Springfield Pops hrají znělku k filmům Hvězdné války na venkovním koncertě, kterého se účastní Homer a Marge, a Homer se mylně domnívá, že skladatel znělky John Williams je mrtvý, a stěžuje si: „Laserové efekty, zrcadlové koule – John Williams se musí obracet v hrobě!“.

## Analýza
Kurt M. Koenigsberger analyzuje Homerovy komentáře k interpretaci znělky Hvězdných válek The Springfield Pops v části Commodity Culture and Its Discontents: Mr. Bennett, Bart Simpson, and the Rhetoric of Modernism v knize Leaving Springfield: The Simpsons and the Possibility of Oppositional Culture editované Johnem Albertim. Koenigsberger uvádí: „Vtip v této úvodní scéně spočívá v záměně vysoké a populární umělecké produkce: Marge považuje The Springfield Pops za ‚kulturu‘ a očekává, že obvykle hulvátský Homer se bude muset nechat vtáhnout do této podívané.“. Koenigsberger však poznamenává, že Homer ve skutečnosti považuje Hvězdné války za „klasiku“, čímž naznačuje, že „klasické“ dílo musí mít zesnulého hudebního skladatele a musí být zbaveno světelných show nebo třpytivých koulí. Koenigsberger na tomto příkladu rozebírá Homerovo uplatnění „strategie charakteristické pro literární modernismus“.
Rebecca Mahonová a Nick Chedra v knize Educating Rita by Willy Russell uvádějí jako příklad Marginu touhu „vstoupit do světa“ v rámci tématu nazvaného „Do světa“. Mahonová a Chedra poznamenávají: „Komedie a parodie jsou v epizodě často využívány k vyjádření frustrací, s nimiž se Marge musí vypořádat – ať už jsou založeny na zkaženosti jejích kolegů, příležitostně používané hudbě, která paroduje bývalé policejní pořady, nebo dokonce scéně, kdy je Marge nucena zatknout svého manžela.“. Autoři přirovnávají Marginy zážitky k zážitkům postavy Rity z divadelní komedie Willyho Russella Educating Rita a komentují je slovy, že obě ženy později litují rozhodnutí „přestěhovat se do světa“.
V kompilační knize The Simpsons and Philosophy: D'oh! of Homer uvádějí Gerald J. Erion a Joseph A. Zeccardi tuto epizodu jako příklad ve své části nazvané „Marge's Moral Motivation“. Erion a Zeccardi tvrdí, že Marge má „ctnostné osobnostní rysy“, které přirovnávají k Aristotelovi, a komentují je: „Ať už jde o rozbití kruhu s padělanými džínami, který se provozuje z její garáže ve Springfieldské spojce, útěk z kultovní komunity v Radosti ze sekty nebo o to, že se postaví Poeovi ve Speciálním čarodějnickém dílu. Marge málokdy chybí odvaha.“. Dále uvádějí, že „Margina bdělost při zastavování zločinu ve Springfieldské spojce a její nebezpečný útěk z komunity moventariánistů v Radosti ze sekty ukazují, že je skutečně statečná, ale ne bláznivá“.

## Přijetí

### Kritika
Robin Oliver v recenzi v deníku The Sydney Morning Herald hodnotí epizodu „palcem nahoru“, když o Simpsonových jako seriálu uvádí, že „tento povzbudivě zábavný seriál umí tahat za srdce“.
Warren Martyn a Adrian Wood komentují díl ve své knize I Can't Believe It's a Bigger and Better Updated Unofficial Simpsons Guide: „Vrcholem této epizody musí být Margin výcvik, zejména její ostrá střelba na střelnici.“.
V recenzi šesté řady Simpsonových Colin Jacobson z DVD Movie Guide píše, že epizoda překonává kvalitu předchozího dílu Kolem Springfieldu: „Šestá série se po nudném Kolem odráží od dna docela dobrou epizodou Spojky. Nechápu, jak se Marge udržuje v tak dobré formě, ale její eskapády v roli policistky jsou vtipné a epizoda nejlépe funguje, když zatýká Homera. Zvlášť se mi líbí jeho odmítnutí mlčet.“.

### Sledovanost
V původním vysílání skončil díl v týdnu od 1. do 7. května 1995 na 58. místě ve sledovanosti s ratingem 7,9 podle agentury Nielsen. Byl to čtvrtý nejlépe hodnocený pořad na stanici Fox v tom týdnu, hned po Beverly Hills 90210, Aktech X a Melrose Place.